# Lijst van burgemeesters van Hof van Twente
Dit is een lijst van burgemeesters van de Nederlandse gemeente Hof van Twente in de provincie Overijssel sinds haar stichting op 1 januari 2001.
| Ambtsperiode                       | Naam burgemeester       | Partij of stroming | Bijzonderheden                               |
| ---------------------------------- | ----------------------- | ------------------ | -------------------------------------------- |
| 1 januari 2001 - 22 februari 2007  | Ank Bijleveld           | CDA                | werd staatssecretaris van binnenlandse zaken |
| 23 april 2007 - 20 december 2007   | Wim Burgering           | CDA                | waarnemend                                   |
| 1 januari 2008 - 2 februari 2011 - | Hans Kok                | PvdA               | was wethouder van Hengelo                    |
| 14 februari 2011 - 13 mei 2013     | Jeroen Goudt            | CDA                | waarnemend                                   |
| 15 mei 2013 - heden                | Ellen Nauta-van Moorsel | CDA                | was directeur partijbureau CDA               |